# Igrzyska Ameryki Środkowej i Karaibów 1974
Igrzyska Ameryki Środkowej i Karaibów 1974 – dwunaste Igrzyska Ameryki Środkowej i Karaibów, multidyscyplinarne zawody sportowe dla krajów znajdujących się w Ameryce Środkowej i na Karaibach, które odbyły się w Santo Domingo w dniach 27 lutego–14 marca 1974 roku.

## Informacje ogólne
Na igrzyskach pojawiły się reprezentacje wszystkich dwudziestu trzech ówczesnych członków CACSO, które wystawiły łącznie 1588 zawodników i 464 zawodniczki. Sportowcy rywalizowali w 170 konkurencjach w 18 dyscyplinach – notując wzrost w obu tych klasyfikacjach. Po raz pierwszy na igrzyskach pojawił się zespół z Bermudów, a kosztem szermierki powróciły do programu softball, żeglarstwo i tenis.

## Dyscypliny
- Baseball  (szczegóły)
- Boks  (szczegóły)
- Gimnastyka sportowa  (szczegóły)
- Judo  (szczegóły)
- Kolarstwo torowe  (szczegóły)
- Koszykówka  (szczegóły)
- Lekkoatletyka  (szczegóły)
- Piłka nożna  (szczegóły)
- Piłka wodna  (szczegóły)
- Pływanie  (szczegóły)
- Podnoszenie ciężarów  (szczegóły)
- Siatkówka (halowa)  (szczegóły)
- Skoki do wody  (szczegóły)
- Softball  (szczegóły)
- Strzelectwo  (szczegóły)
- Tenis ziemny  (szczegóły)
- Zapasy  (szczegóły)
- Żeglarstwo  (szczegóły)

## Tabela medalowa
Źródło.
| Lp.   | Państwo                              | Złoto | Srebro | Brąz | Razem |
| ----- | ------------------------------------ | ----- | ------ | ---- | ----- |
| 1     | Kuba                                 | 101   | 55     | 35   | 191   |
| 2     | Meksyk                               | 26    | 30     | 26   | 82    |
| 3     | Wenezuela                            | 14    | 16     | 26   | 56    |
| 4     | Portoryko                            | 9     | 24     | 36   | 69    |
| 5     | Kolumbia                             | 9     | 17     | 18   | 44    |
| 6     | Kostaryka                            | 3     | 3      | 2    | 8     |
| 7     | Jamajka                              | 2     | 3      | 2    | 7     |
| 8     | Antyle Holenderskie                  | 2     | 0      | 5    | 7     |
| 9     | Panama                               | 1     | 12     | 11   | 24    |
| 10    | Dominikana                           | 1     | 5      | 14   | 20    |
| 11    | Barbados                             | 1     | 2      | 1    | 4     |
| 12    | Wyspy Dziewicze Stanów Zjednoczonych | 1     | 0      | 1    | 2     |
| 13    | Belize                               | 1     | 0      | 0    | 1     |
| 14    | Trynidad i Tobago                    | 0     | 2      | 3    | 5     |
| 15    | Salwador                             | 0     | 2      | 1    | 3     |
| 16    | Bahamy                               | 0     | 1      | 0    | 1     |
| 17    | Bermudy                              | 0     | 0      | 1    | 1     |
| =     | Gwatemala                            | 0     | 0      | 1    | 1     |
| =     | Surinam                              | 0     | 0      | 1    | 1     |
| =     | Gujana                               | 0     | 0      | 1    | 1     |
| =     | Haiti                                | 0     | 0      | 1    | 1     |
| Razem | Razem                                | 171   | 172    | 186  | 529   |